# Aarhus
Aarhus (Århus 1948-2010) és una ciutat danesa de la península de Jutlàndia, és la capital del municipi d'Aarhus que forma part de la regió de Midtjylland, ambdós creats l'1 de gener del 2007 com a part d'una reforma territorial. És la segona ciutat més important de Dinamarca i la més gran situada a la península de Jutlàndia, a més és el port més important del país. Forma part de la Regió metropolitana de l'est de Jutlàndia (Byregion Østjylland) que comprèn 17 municipis i una població de més d'1,2 milions de persones, el que representa al voltant del 23% de la població del país.
Aarhus és una de les ciutats més antigues de Dinamarca, va rebre el privilegi de ciutat el 2 de juliol del 1441, però el seu origen es remunta a mitjan segle viii. El seu nom prové del danès antic Ārōs que es pot traduir per "boca del riu." El nucli antic de la ciutat se situa a la vall del riu Aarhus i hi ha diversos barris situats als turons que envolten la vall. No gaire lluny del centre es troba el bosc de Riis (Riis Skov) i el de Marselisborg, tradicionalment utilitzats amb fins recreatius. Cap a l'oest es troben els llacs de Brabrand (Brabrand Sø) i Årslev Engsø, i al nord el bosc de Mollerup (Mollerup Skov) i el llac Egå Engsø, també destinacions populars dels habitants de la ciutat.
La Universitat d'Aarhus se centra en gran part en la internacionalització, acollint actualment estudiants, professors i investigadors de més de 120 països diferents. Entre els seus antics alumnes destaquen Bjarne Stroustrup (informàtic danès i inventor del llenguatge de programació C++), Frederik (príncep hereu de Dinamarca), Jørgen Vig Knudstorp (president executiu de The Lego Group) i Anders Fogh Rasmussen (exprimer ministre de Dinamarca, exsecretari general de l'OTAN).

## Persones il·lustres
- Ole Rømer (1644 – 1710), astrònom.
- Erik Pontoppidan (1698 - 1764), teòleg i ornitòleg.
- Gunnar Asmussen (1944), ciclista.
- Søren Andersen (1970), futbolista.
- Kim Sønderholm (1973), actor.
- Medina (1982), cantant.
- Ludvig Schytte (1848-1909), compositor.